# Хопеш

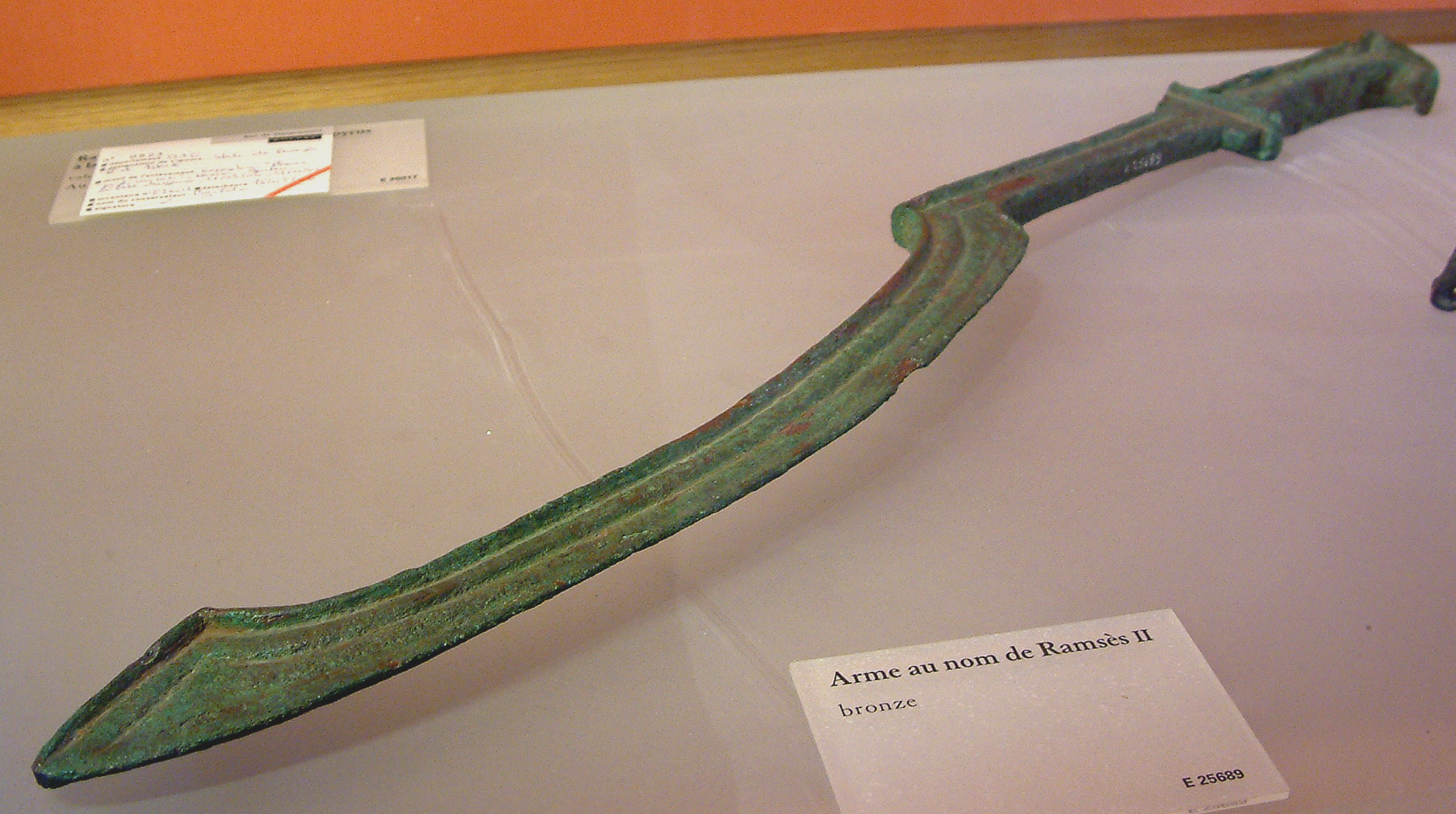
Хопеш

Хо́пеш, кхо́пеш, кхепеш (дав.-єгип. ḫpš, ієрогліф на малюнку праворуч) — вид холодної зброї в Стародавньому Єгипті. Слово «хопеш» походить від назви передньої ноги копитної тварини.
Перші мечі такого виду почали вироблятись в  епоху бронзи, близько 3 тисяч років до н.е., в Шумері, звідки їх і запозичили єгиптяни.
Хопеш складався з напівкруглого (серпоподібного) леза та руків'я, зазвичай без гарди. Міг мати внутрішню, зовнішню або комбіновану заточку (коли ближня до руків'я частина леза мала зовнішню заточку, а дальня - внутрішню). Руків'я копеша мало довжину близько 20 сантиметрів, пряме лезо виступало з неї на 5-15 сантиметрів, після чого продовжувалось вигнутою частиною довжиною 20-40 сантиметрів. Як вважають археологи, цей тип зброї походить від сільськогосподарського ручного серпа.
Більшість знайдених на теперішній час зразків цієї зброї зроблено з бронзи, але збереглись і нечисленні залізні хопеші.
В Стародавньому Єгипті хопеш був зазвичай елітною зброєю і використовувався як в пішому строю, так і з колісниць.
Існує припущення, що єгипетський хопеш міг бути предком давньогрецького кривого меча-копіса, у такому разі давньогрецьке слово κοπίς вважається грецькою адаптацією давньоєгипетського «хопеш».